# Gulyás László (zeneszerző)
Gulyás László (Debrecen, 1928. november 3. – New York, 1995). január 11.) magyar zeneszerző, a Magyar Állami Népi Együttes zenekarának alapító vezetője.

## Életpályája
Tanulmányait 1948 és '52 között a Zeneakadémián végezte (zeneszerzés: Veress Sándor és Farkas Ferenc, karnagyképző: Ferencsik János és Kórodi András). 1950-től 1970-ig a Magyar Állami Népi Együttes általa alapított zenekarának művészeti vezetője volt. 1971-től a Magyar Televízió zenei osztályának főmunkatársa. Állandó zsűritagja volt a Repülj páva! népzenei vetélkedőknek.
1960-ban írta Trombitaversenyét (vonósok, zongora és ütők kíséretével), amelyet André Jolivet (1905-1974) francia zeneszerző Concertino (trombitára, vonósokra és zongorára)(1948) című darabja ihletett. Ezt a művét 1960. február 28-án Varasdy Frigyes trombitaszólójával, Simon Albert vezényletével a MÁV Szimfonikus Zenekar mutatta be. Antal Imre játszotta a zongoraszólamot.

## Televíziós munkái
Énekeljünk! - 15 részes mini sorozat.
Cymbalo Ungherese - zenés dokumentumfilm, Kroó György Rácz Aladárról szóló könyve nyomán.
Vujicsics Tihamér emlékére - öt részes tv-film.
Népdalfeldolgozások -zeneszerző porték.
Gulyás György portréfilm a Békéstarhosi zeneiskola és a Debreceni Kodály kórus alapítójáról
- Műveinek jelentős részét a Magyar Állami Népi Együttes zenekara számára írta, gyakran kórus kísérettel.
- Kantátákat, balettzenéket, gyermekoperát is komponált.

### Népdalfeldolgozások
- 1951 – Széki muzsika (kiszenekarra)
- 1951 Üveges tánc
- 1951 Este a fonóban
- 1953 A füleki vár alatt
- 1958 Békési esték

### Szimfonikus és énekkari művek
- 1949 Scherzo
- 1952 Rapszódia
- 1960 – Trombitaverseny
- 1964 – Nem én kiáltok (vegyeskarra és zenekarra, József Attila verseire; bemutató: Debrecen, 1965)
- 1969 – Engesztelő ének (vegyeskarra)

### Jelentősebb tánckari kísérőzenéi
- 1951 Fonó, Üveges
- 1952 Háromugrós
- 1953 Első szerelem
- 1959 Farsang Bekölcén,
- 1968 Rabének, Katonanóta,

### Színpadi művek
- 1949 – Ludas Matyi (egyfelvonásos táncjáték)
- 1955 – Kisbojtár (balett; bemutató: Budapest, 1955, Párizs, 1957)
- 1962 – Pókháló (balett; bemutató: Budapest, 1962, Bayreuth, 1963)
- 1965 – Szeplőcske (gyermekopera Fésűs Éva szövegére)[5]

## Filmjei
- Ecseri lakodalmas (1952, karmester)
- Háromugrós tánc (1953, rövidfilm, hangszerelő)
- Este a fonóban (1953, rövidfilm, zeneszerző)
- Rákóczi induló (1955, rövidfilm, zenei vezető)
- Széki muzsika (1955, rövidfilm, zeneszerző)
- Legénytáncok (1955, rövidfilm, zeneszerző)
- Az eltüsszentett birodalom (1956, zeneszerző)
- Délibáb minden mennyiségben (1962, zeneszerző)
- A bölcsőtől a koporsóig (1967, rövidfilm, zeneszerző)
- Minden egér szereti a sajtot (1981, tv-film, zeneszerző)
- Kinizsi (1983, tv-film, zeneszerző)

## Könyve
- A Magyar Állami Népi Együttes (Létai Dezsővel, Maácz Lászlóval, Rábai Miklóssal és Várady Gyulával.) Budapest, 1974. Corvina K. ISBN 9631310337[6]

## Díjai, elismerései
- 1958 – Erkel Ferenc-díj
- 1959 – Munka Érdemérem, arany fokozat